# Maschera Italiana per i Trasporti
La Maschera Italiana per i Trasporti (MIT) è un tipo di smart card specifica per la gestione dei sistemi di bigliettazione elettronica nell'ambito dei servizi di trasporto pubblico locale.
La tessera è di tipo duale, possiede cioè sia l'interfaccia a contatti che quella senza contatti. La tecnologia contact-less è basata sullo standard ISO 14443, tipo B.

## Caratteristiche tecniche
La CPU è del tipo "ST19-RF08". La memoria EEPROM è di 8 kilobyte. Per la parte a radiofrequenza, la frequenza di trasmissione è di 13,56 MHz, come le smart card comunemente utilizzate per i trasporti. Per la parte a contatti si ha un voltaggio variabile tra 2,7 e 5,5 V ed un consumo in stand-by minore di 1 mA.
Per quanto riguarda la compatibilità con il quadro normativo internazionale, si ha quanto segue:
- interfaccia a radiofrequenza: ISO 14443 (tipo B): parti 1,2,3,4;
- interfaccia a contatti: ISO 7816 (T=0): parti 1,2,3
- struttura dati: CEN prEN 1545: parti 1,2;
- sistema operativo: ISO 7816: parti 4,5,8,9